# Motorrad-Europameisterschaft 1932
Die Titel der Motorrad-Europameisterschaft 1932 wurden beim IX. Großen Preis der F.I.C.M. vergeben, der am 17. April 1932 in Rom (Italien) im Rahmen des XI. Großen Preises der Nationen auf der 3,862 Kilometer langen Pista del Littorio, die sich auf dem Gelände des Flughafens Rom-Urbe befand, ausgetragen wurde.
Der Große Preis von Europa fand zum dritten Mal im Rahmen der Grand Prix der Nationen statt.
Die Rennen wurden von den einheimischen Fahrern dominiert. Die international dominierenden Fahrer und Hersteller aus Großbritannien waren auf Grund der weiten Anreiseweges nicht vertreten. In der 500-cm³-Klasse siegte Piero Taruffi auf einer von der Scuderia Ferrari eingesetzten Norton.

## Rennergebnisse
| Klasse  | Sieger                      | Zweiter                     | Dritter                          |
| ------- | --------------------------- | --------------------------- | -------------------------------- |
| 175 cm³ | Carlo Baschieri (Benelli)   | Tonino Benelli (Benelli)    | Amedeo Tigli (MM)                |
| 250 cm³ | Riccardo Brusi (Moto Guzzi) | Arrigo Cimatti (Moto Guzzi) | Virginio Fieschi (Miller-Python) |
| 350 cm³ | Louis Jeannin (Jonghi)      | Guglielmo Sandri (Rudge)    | Fernand Renier (Jonghi)          |
| 500 cm³ | Piero Taruffi (Norton)      | Fernando Aranda (Rudge)     | Beppe Mantovani (Miller Balsamo) |

## Verweise